# Liesette Bruinsma
Liesette Bruinsma (Sneek, 9 september 2000) is een Nederlands paralympisch zwemster.
Bruinsma, die geboren werd met een oogafwijking waardoor ze volledig blind werd, debuteerde in 2014 op een internationaal toernooi in Glasgow. Op de IPC Europese kampioenschappen 2016 in het Portugese Funchal won ze drie gouden, een zilveren en een bronzen medaille. Op de Paralympische Zomerspelen 2016 won Bruinsma twee gouden, een zilveren en twee bronzen medailles. Hierna werd ze gedecoreerd als Ridder in de Orde van Oranje-Nassau. In december 2016 werd Bruinsma op het NOC*NSF Sportgala uitgeroepen tot Paralympische sporter van het Jaar.
In mei 2025 werd Bruinsma door NOC*NSF onderscheiden met de Pahud de Mortanges Trofee omdat zij als "een inspirerend voorbeeld" wordt gezien. Als voorbeeld werd genoemd haar inzet om speciale blindentribunes in te richten, een voorziening die niet alleen bij het zwemmen wordt toegepast maar ook bij het schaatsen.

## Erelijst
Paralympische Zomerspelen 2024
 400m vrijeslag S11
Paralympische Zomerspelen 2020
 400m vrije slag
Paralympische Zomerspelen 2016
 200m wisselslag S11
 400m vrijeslag S11
 100m schoolslag SB11
 50m vrije slag S11
 100m vrije slag S11
IPC Swimming European Championships 2016
 200m wisselslag S11
 400m vrije slag S11
 100m schoolslag SB11
 50m vrije slag S11
 100m vrije slag S11